# (38732) 2000 QF140
2000 QF140 (asteroide 38732) é um asteroide da cintura principal. Possui uma excentricidade de 0.06931700 e uma inclinação de 6.57384º.
Este asteroide foi descoberto no dia 31 de agosto de 2000 por LINEAR em Socorro.